# Светий Юрій-в-Словенських Горицях (община)
Община Светий Юрій-в-Словенських Горицях (словен. Občina Sveti Jurij v Slovenskih goricah) — одна з общин Словенії. Адміністративним центром є місто Юровський Дол.
Жителі в основному зайняті в сільському господарстві.

## Населення
У 2011 році в общині проживало 2103 осіб, 1066 чоловіків і 1037 жінок. Чисельність економічно активного населення (за місцем проживання), 865 осіб. Середня щомісячна чиста заробітна плата одного працівника (EUR), 992,38 (в середньому по Словенії 987.39). Приблизно кожен другий житель у громаді має автомобіль (48 автомобілі на 100 жителів). Середній вік жителів склав 40,8 роки (в середньому по Словенії 41.8). 